# ريغي لي
ريغي لي (بالإنجليزية: Reggie Lee)‏ هو ممثل أمريكي وفلبيني، ولد في 4 أكتوبر 1975 بكيزون في الفلبين.

## أعمال

### أفلام
- (2001) السرعة والغضب[4]
- (2006)  صندوق الرجل الميت
- (2007)  في نهاية العالم
- (2008) الرعد الاستوائي[5]
- (2009) اسحبني إلى الجحيم[6][7]
- (2009) ستار تريك[8][9][10]
- (2010) الحياة كما نعرفها[11][12]
- (2011) حب مجنون، أحمق[13]
- (2012) الخزنة[14]
- (2012) نهوض فارس الظلام[15][16][17][18]
- (2012) هنا يأتي الازدهار[19]

## وصلات خارجية
- ريغي لي على موقع IMDb (الإنجليزية)
- ريغي لي على موقع ألو سيني (الفرنسية)
- ريغي لي على موقع أول موفي (الإنجليزية)
- ريغي لي على موقع قاعدة بيانات برودواي على الإنترنت (الإنجليزية)
- ريغي لي على موقع قاعدة بيانات الأفلام السويدية (السويدية)
- ريغي لي على موقع قاعدة بيانات الفيلم (الإنجليزية)
- ريغي لي على موقع كينوبويسك (الروسية)